# Lago Habbaniyah
Lago Habbaniyah (en árabe: Buhayrat al-Habbaniyah بحيرة الحبانية) es un lago natural poco profundo en al-Anbar, Irak, al oeste de Bagdad. Tiene una superficie de 140 kilómetros cuadrados. Tradicionalmente, el lago se ha utilizado para retener el agua de inundación del río Éufrates, y en 1956 se construyó un aluvión en Ramadi con este propósito. El lago también fue utilizado para fines recreativos.